# Kanton La Garenne-Colombes
Der Kanton La Garenne-Colombes war von 1967 bis 2015 ein französischer Wahlkreis im Arrondissement Nanterre, im Département Hauts-de-Seine und in der Region Île-de-France.
Der Kanton war identisch mit der Stadt La Garenne-Colombes.

## Bevölkerungsentwicklung
| 1962   | 1968   | 1975   | 1982   | 1990   | 1999   | 2008   |
| ------ | ------ | ------ | ------ | ------ | ------ | ------ |
| 27.341 | 26.562 | 24.038 | 20.990 | 21.754 | 24.067 | 26.699 |